# Johann Franz von Würben und Freudenthal

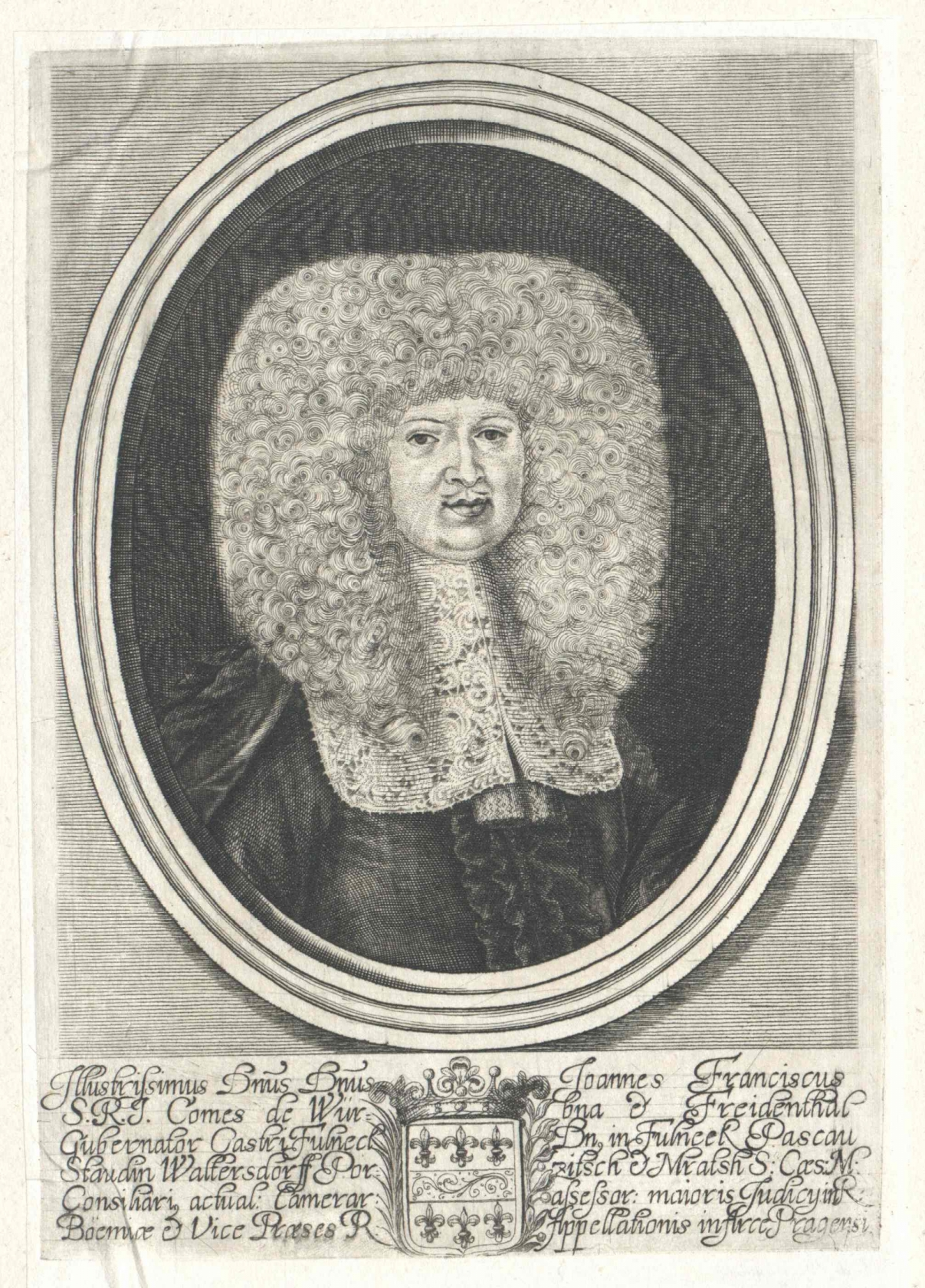
Johann Franz von Würben und Freudenthal (1643–1705)

Johann Franz von Würben und Freudenthal (auch: Wrbna-Freudenthal, * 3. November 1643; † 22. August 1705) war oberster Kanzler von Böhmen.

## Leben
Würben ging in den Staatsdienst, in welchem er nach und nach die höchsten Ämter und Würden bekleidete.
Er war Statthalter, Beisitzer des größeren Landrechts  und oberster Lehenrichter von Böhmen, zuletzt böhmischer Obersthofkanzler. Von Kaiser Ferdinand II. wurde er zum Geheimen Rat ernannt und als Erster seines Geschlechtes 1697 durch Verleihung des Ordens vom Goldenen Vließ ausgezeichnet.

## Familie
Seine Eltern waren der Graf Wenzel von Würben (* 1580; † 29. Juli 1649) aus dessen Ehe mit Elisabeth Regina Dembińsky von Dembin († 14. Dezember 1669).
Er heiratete 1657 die Gräfin Maria Elisabeth von Martinitz († 17. November 1671). Das Paar hatte mehrere Kinder:
- Wenzel Bernhard Johann  (* 1658; † 1708)

⚭ 1689 Gräfin Kajetana Theresia von Gallas
⚭ 1705 Gräfin Maria Ernestina von Hoyos (* ca. 1689; † 24. Februar 1725)
- Anton Franz (* 1664; † 17. November 1720)
- Marie Barbara Ludwika Franziska Antonie Elisabeth (* 2. Juli 1666; † 1. Mai 1712) ⚭ 1685 Maximilian Norbert von Kolowrat-Krakovsky (* 12. Oktober 1658; † 25. Mai 1721)

Nach ihrem Tod heiratete er 1672 deren Schwester Theresia Franziska (* 1643; † 13. Juli 1706). Das Paar hatte mehrere Kinder:
- Josef Franz Wenzel (* 2. August 1675; † 9. Juni 1755) ⚭ 1701 Marie Anna Cecilie Lamingar von Albernreut (* 27. Januar 1685; † 15. Januar 1740)
- Norbert Franz Wenzel (* 30. April 1680; † 30. April 1729), Geheimer Rat ⚭ 1726 Gräfin Aloisia Stephanie Kinsky von Wchinitz und Tetau (* 26. Dezember 1707; † 20. August 1786), Eltern von Eugen Wenzel von Wrbna-Freudenthal